# Eumelea rubra
Eumelea rubra är en fjärilsart som beskrevs av Louis Beethoven Prout 1921. Eumelea rubra ingår i släktet Eumelea och familjen mätare. Inga underarter finns listade i Catalogue of Life.